# 魚鯧
魚鯧為輻鰭魚綱鱸形目鯧亞目長鯧科的其中一種，分布於北太平洋區，從日本、阿拉斯加至墨西哥加利福尼亞灣海域，棲息深度可達900公尺，體長可達46公分，棲息在中層水域，幼魚會躲在水母觸鬚中。